# Orinocosa
Orinocosa là một chi nhện trong họ Lycosidae.